# Sekime-Seiiku (métro d'Osaka)
Sekime-Seiiku (関目成育駅, Sekime-Seiiku-eki) est une station du métro d'Osaka sur la ligne Imazatosuji dans l'arrondissement de Jōtō à Osaka.

## Situation sur le réseau
La station Sekime-Seiiku est située au point kilométrique (PK) 7,1 de la ligne Imazatosuji, entre les stations Shimmori-Furuichi et Gamo 4-chome.

## Histoire
La station a été inaugurée le 24 décembre 2006.

## Services aux voyageurs

### Accès et accueil
La station est ouverte tous les jours.

### Desserte
- Ligne Imazatosuji :
  - voie 1 : direction Imazato
  - voie 2 : direction Itakano

## Intermodalité
La gare de Sekime (ligne principale Keihan) et la station Sekime-Takadono (ligne Tanimachi) sont situées à proximité.